# Liên hoan phim New York
Liên hoan phim New York thành lập vào năm 1963 tại New York. Phim do Film Society of Lincoln Center lựa chọn. Liên hoan phim không trao giải này, đôi khi được viết tắt thành NYFF, được sáng lập bởi Amos Vogel và Richard Roud. Đạo diễn hiện tại là Kent Jones, chủ tịch của Hội đồng tuyển chọn, bao gồm Dennis Lim, Gavin Smith, Amy Taubin và Marian Masone.